# Hydropsyche hoffmani
Hydropsyche hoffmani är en nattsländeart som beskrevs av Ross 1962. Hydropsyche hoffmani ingår i släktet Hydropsyche och familjen ryssjenattsländor. Inga underarter finns listade i Catalogue of Life.